# Аброкома Успалата
Аброкома Успалата (Abrocoma uspallata) — вид ссавців роду аброкома ряду гризуни. Назва виду «uspallata» посилається на долину Успальята в Провінції Мендоса, Аргентина — незвичайно безвода область, чия разюча краса була відмічена давно Дарвіном. Вид відомий тільки по місцевості долини Успальята.

## Морфологія
Спина — сірувато-коричнева; живіт покритий білизною; хвіст вгорі сіруватий; стає білим до низу; задні ноги великі відносно розміру тіла; вуха також великі відносно розміру тіла. Довжина голови і тіла становить 176 мм. Волосяний покрив м'який і гарний зі щільним підшерстям. Світліші тони на кінчиках деяких шерстинок присутні. Довжина хвоста 108 мм. Хвіст добре вкритий шерстю. Вуха відносно великі (28 мм) і заокруглені. Довжина задніх ніг становить 31 мм. Передні й задні ноги покриті білим волоссям. Пальці на нозі короткі. Кігті слабкі й малі. Передня нога має 4 пальці, задня 5. Долонні поверхні ніг, у тому числі низи пальців без шерсті й покриті добре розвинутими горбками.